# Võerdla
Võerdla es una localidad situada en el municipio de Jõelähtme, en el condado de Harju, Estonia. Tiene una población estimada, en 2021, de 14 habitantes.
Está ubicada al norte del condado, a poca distancia al este de Tallin, y cerca del río Jägala y de la costa del mar Báltico.